# Conopodium subcarneum
Conopodium subcarneum är en flockblommig växtart som beskrevs av Eugène Bourgeau. Conopodium subcarneum ingår i släktet nötkörvlar, och familjen flockblommiga växter. Inga underarter finns listade i Catalogue of Life.